# جواو أمير بورتو بيريرا
جواو أمير بورتو بيريرا (17 مارس 1989 في البرازيل - ) هو لاعب كرة قدم برازيلي في مركز الوسط. لعب مع نادي جنوب الصين وهونغ كونغ بيغاسوس ‏ ونادي برازيل دي بيلوتاس.

## وصلات خارجية
- جواو أمير بورتو بيريرا على موقع قاعدة بيانات كرة القدم.إي يو (الإنجليزية)
- جواو أمير بورتو بيريرا على موقع Soccerway.com (الإنجليزية)